# 阳宗海玺螺蛳
阳宗海玺螺蛳（学名：Tchangmargarya yangtsunghaiensis）为田螺科环棱螺亚科玺螺蛳属的淡水腹足纲软体动物 。

## 形态
贝壳大而厚，呈圆锥形；螺层7层，体螺层略大。壳表有壳皮覆盖，壳皮呈褐色或绿褐色；螺旋部的每个螺层均有3条由念珠状小突起组成的螺肋，在体螺层上具有5条由稀而大的念珠状突起联成的螺肋。壳口呈卵圆形，口内灰白色。厣角质。

## 生活习性
生活于水深5-10米、无水生植物的泥质或碎石质湖底，以湖底的硅藻为食。

## 分布与现状
本种为中国特有种，分布于中国云南省阳宗海。
阳宗海玺螺蛳曾经产量巨大，在阳宗海沿岸大量出土的本种亚化石证明，阳宗海玺螺蛳曾一直为阳宗海的优势物种。2008年，阳宗海出现严重的砷污染，破坏了阳宗海玺螺蛳的栖息地，随后对于砷污染采取的沉降式治理措施也对湖中的底栖生物带来较为严重的负面影响。现今，阳宗海玺螺蛳的种群数量正迅速下降。
2009年，IUCN将阳宗海玺螺蛳评估为极危。